# Melbourne Observatory
Das Melbourne Observatory (deutsch Melbourne-Observatorium) ist ein Observatorium auf einem Hügel neben den Royal Botanic Gardens Victoria. Das Observatorium nahm 1862 seinen Betrieb auf. 1945 wurde der Betrieb eingestellt. Das Observatorium wird seitdem als astronomisches Observatorium weitergeführt und ist weiterhin für die Öffentlichkeit zugänglich. Seit Anfang 2018 steht das Melbourne Observatory auch dauerhaft auf der Australian National Heritage List unter Melbourne's Domain Parkland and Memorial Precinct.

## Geschichte

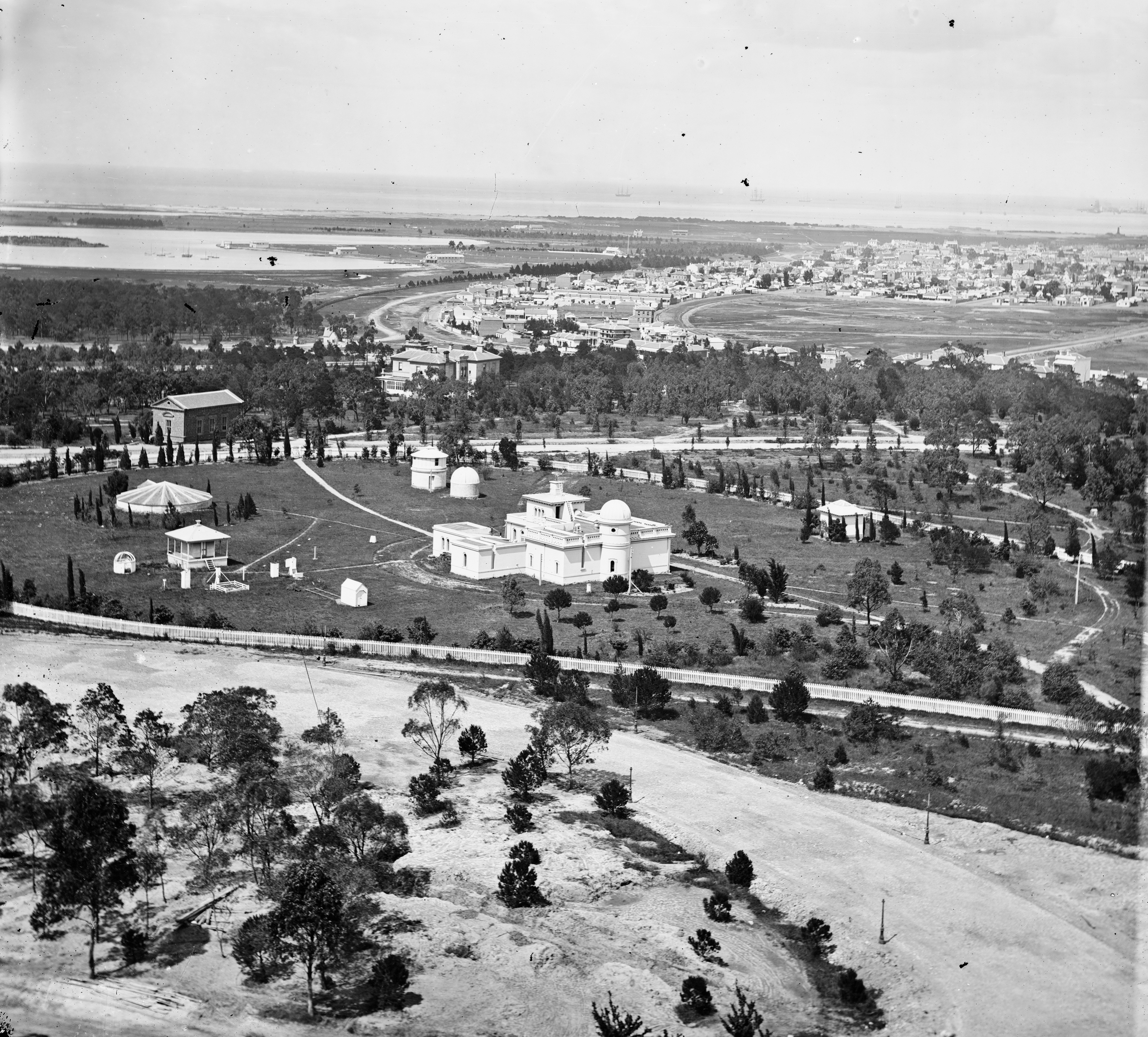
Altes Melbourne Observatory ca. 1873

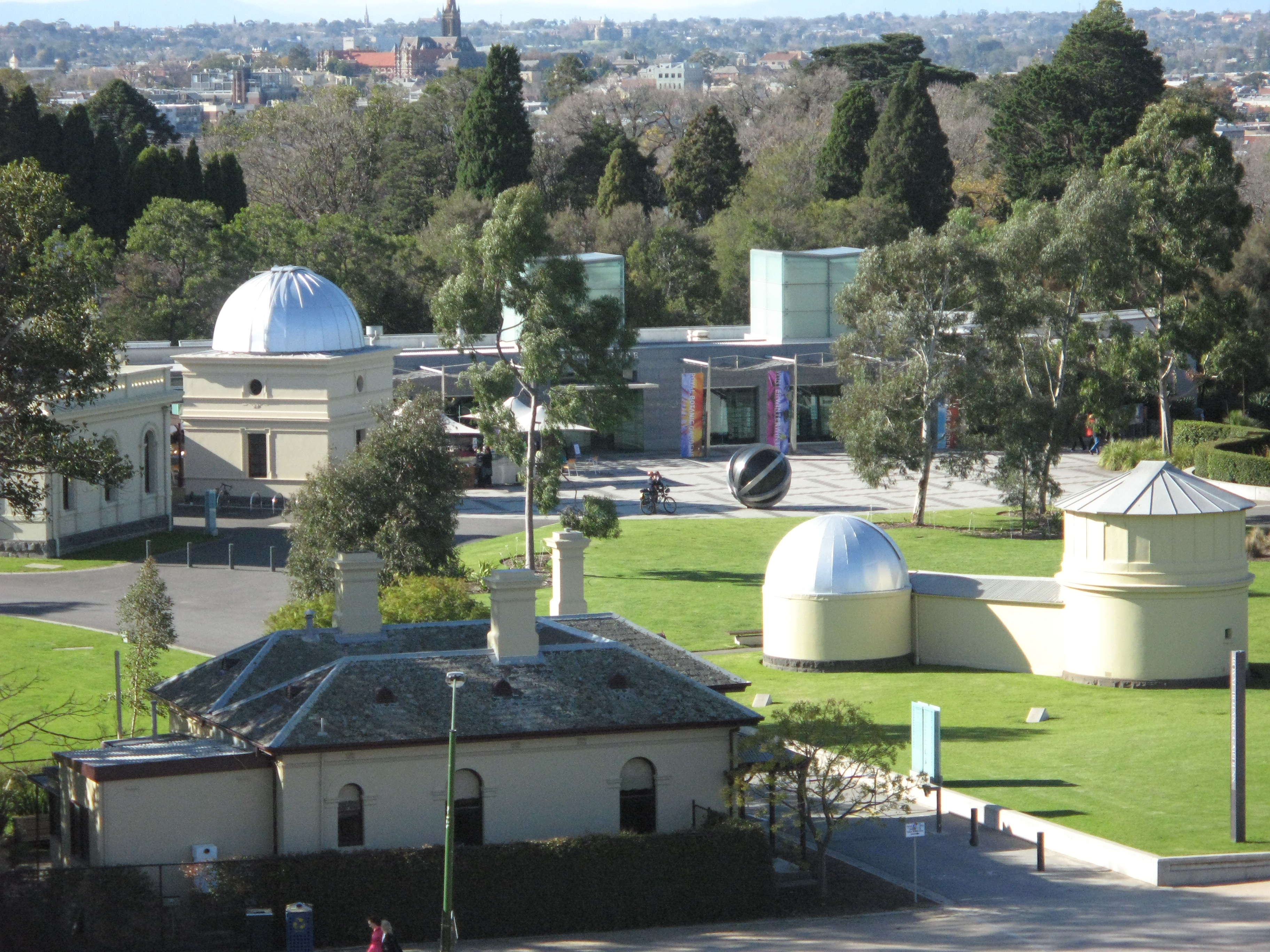
Das Melbourne Observatory vom Shrine of Remembrance aus gesehen.

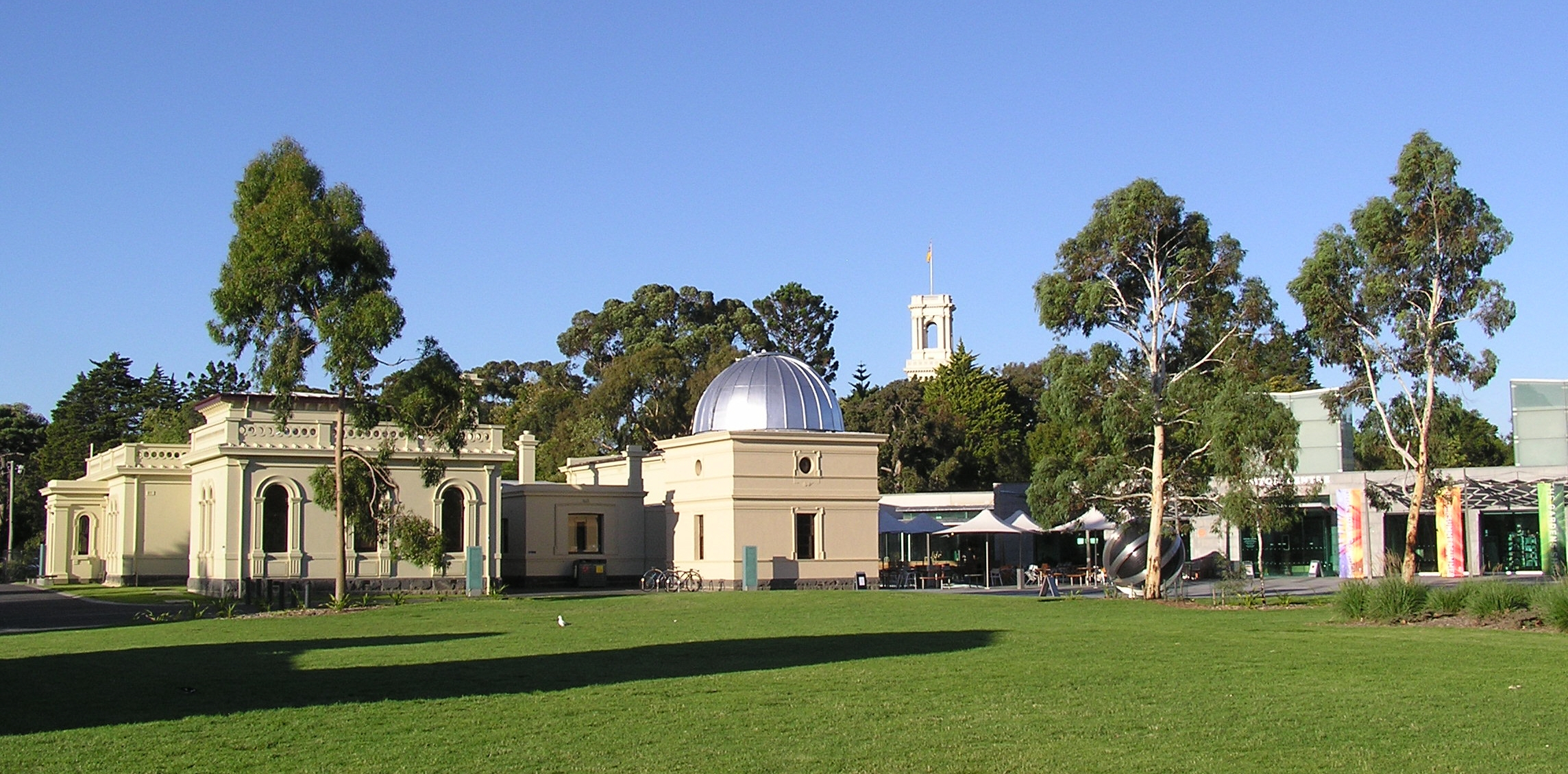
Melbourne Observatory & Astrograph Gebäude

Das Melbourne Observatory wurde 1862 als wissenschaftliche Forschungseinrichtung für die schnell wachsende Stadt Melbourne, der Hauptstadt der Kolonie Victoria, gegründet. Es wurden dadurch die beiden Observatorien von Williamstown und Flagstaff zusammengeführt. Das Observatorium wurde von der viktorianischen Regierung damit beauftragt, durch Beobachtungen von Sternen mithilfe eines Transitteleskops sowie durch allgemeine astronomische Forschung eine genaue Zeitreferenz für die Kolonie aufrechtzuerhalten.
Die Idee für ein Observatorium in Melbourne wurde erstmals 1856 vom englischen Astronomen William Parkinson Wilson in einem Artikel vor dem Philosophical Institute of Victoria vorgeschlagen. Und bald darauf wurde ein Komitee gebildet, um Wilsons edles Ziel zu erreichen. Als Standort wurde ein Hügel neben den Royal Botanic Gardens gewählt.
Kurz nach der Gründung wurde am Observatorium für astronomische Forschung ein 48-Zoll-Teleskop (120 cm) installiert, das zeitweise das größte vollständig steuerbare Teleskop der Welt war. Dieses Instrument wurde als Great Melbourne Telescope bezeichnet.
Im Jahr 1874 beteiligte sich das Observatorium an den weltweiten Bemühungen, den Venustransit zu beobachten, um die Entfernung der Erde zur Sonne besser bestimmen zu können.
Gegen Ende der 1880er Jahre nahm das Observatorium am internationalen Projekt Carte du Ciel teil, bei dem der Himmel mithilfe der damals neuartigen Technik der Fotografie kartiert wurde. Als südlichster der teilnehmenden Standorte wurde Melbourne die Region um den Himmelssüdpol südlich der Deklination −65° zugewiesen.
Mit der Gründung der Föderation im Jahr 1901 wurde der Commonwealth-Regierung die Verantwortung für Astronomie und Zeitmessung übertragen. Somit wurde die Kontrolle über das Observatorium nach und nach an die Landesregierung übergeben. Gleichzeitig machte die zunehmende Lichtverschmutzung durch die wachsende Stadt Melbourne qualitativ hochwertige astronomische Beobachtungen immer schwieriger. Im Jahr 1933 wurde dann in der Parklandschaft neben dem Observatorium der mit Flutlicht beleuchtete Shrine of Remembrance fertiggestellt. Damit verschlimmerte sich die Lichtverschmutzung zusätzlich, bis das Observatorium 1945 endgültig geschlossen wurde. Die meisten wissenschaftlichen Geräte und Instrumente, darunter das Great Melbourne Telescope, wurden verkauft oder an einen anderen Ort verlegt.
Während heute noch die meisten Originalgebäude auf dem Gelände stehen, sind nur noch zwei der Originalinstrumente erhalten. Beide wurden 1874 installiert, um den Venustransit zu beobachten. Eines ist ein 8-Zoll-(20-cm-) Refraktor-Teleskop von Troughton und Simms aus London und das andere ist ein vollständig restaurierter 4-Zoll (10 cm) Photoheliograph von Dallmeyer aus London. Der Photoheliograph befindet sich in Privatbesitz und ist eine unbefristete Leihgabe an die Astronomical Society of Victoria. Das Gebäude, das vom 13-Zoll-Astrographenteleskop (330 mm) für die Carte du Ciel-Durchmusterung genutzt wurde, beherbergt heute ein 12-Zoll-Newton-Reflektorteleskop (300 mm), das der Astronomical Society of Victoria gehört.

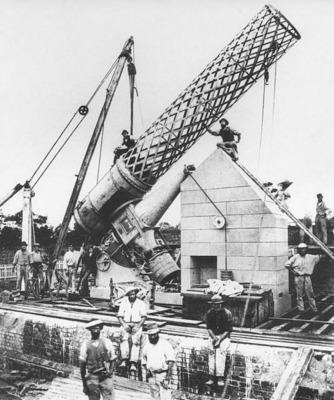
Das Great Melbourne Telescope 1869

Das Great Melbourne Telescope wurde schließlich zum Mount Stromlo Observatory verlegt, wo es bei den Buschbränden in Canberra 2003 schwer beschädigt wurde. Derzeit läuft ein Projekt, um das Teleskop wieder funktionsfähig zu machen, damit es in seinem ursprünglichen Zuhause für Bildungszwecke und für die Öffentlichkeit genutzt werden kann am Melbourne Observatory. Dies ist ein gemeinsames Projekt des Museum Victoria, der Astronomical Society of Victoria und der Royal Botanic Gardens Victoria. Das Restaurierungsprojekt umfasst die Anpassung der optischen, mechanischen und elektrischen Systeme des Teleskops auf den neuesten Stand. Nach mehr als fünf Jahren der Abwägung verschiedener Vorschläge begannen die technischen Arbeiten Ende 2013 dank eines Zuschusses der Copland Stiftung in Höhe von 70'000 US-Dollar.

## Astronomen am Melbourne Observatory
Astronomen, Direktoren und Regierungsastronomen am Melbourne Observatory:
- Robert Ellery 1862–1895 Direktor und Regierungsastronom[6]
- Pietro Baracchi 1895–1900 Stellvertretender Direktor, 1900–1915 Direktor und Regierungsastronom[7]
- Louis Bernacchi 1895–1897 Assistenzastronom
- Joseph M. Baldwin 1915–1944 Direktor und Regierungsastronom[8]